# Starîi Oleksîneț, Kremeneț
Starîi Oleksîneț (în ucraineană Старий Олексинець) este localitatea de reședință a comunei Starîi Oleksîneț din raionul Kremeneț, regiunea Ternopil, Ucraina.

## Demografie
Componența lingvistică a localității Starîi Oleksîneț
     Ucraineană (99,49%)
     Alte limbi (0,51%)
Conform recensământului din 2001, majoritatea populației localității Starîi Oleksîneț era vorbitoare de ucraineană (99,49%), existând în minoritate și vorbitori de alte limbi.